# Gerhard Ewald Rischka
Gerhard Ewald Rischka (* 16. Juli 1903 in Breslau-Hundsfeld; † 19. Dezember 2004 in Glienicke/Nordbahn) war ein deutscher Komponist, Musiker und Dirigent. 

## Leben und Wirken
Rischka wuchs in Breslau auf und studierte am Sternschen Konservatorium in Berlin Komposition und Dirigieren. Von 1929 bis 1931 war er Kapellmeister am Landestheater Stendal. 1932 gründete er das Schlesische Sinfonieorchester in Breslau. Zum 1. März 1933 trat er der NSDAP bei (Mitgliedsnummer 1.480.904). Im selben Jahr wurde er als Kapellmeister zum damaligen Reichssender Breslau berufen.
Im Zweiten Weltkrieg geriet er in russische Kriegsgefangenschaft und schrieb währenddessen im Lazarett Geschichten und Gedichte (später veröffentlicht als Erzählungen) für die Kranken. Er schrieb diese Erzählungen anfangs mit Medikamentenflüssigkeit, später dann mit Tinte.
Der Krieg vernichtete das gesamte musikalische Werk von Rischka: Opern, Lieder und Orchesterwerke. Nach der Rückkehr aus der Kriegsgefangenschaft 1948 begann er zunächst als Notenschreiber beim Berliner Rundfunk, doch bald war er ein gefragter Komponist und Arrangeur für das Rundfunk-Sinfonieorchester Berlin und Bearbeiter für Schallplatten. Er komponierte Orchesterwerke, Lieder, Suiten, Messen, Psalmen und Impressionen wie „Die Insel Rügen“ und „Der Harz“.
Gerhard Ewald Rischka ist der Bruder des Kunstmalers Adolf Joseph Rischka.

## Schriften
- Erzählungen. Books on Demand, Norderstedt 2008. ISBN 978-3-8370-7543-4